# Thando Dlodlo
Thandolwenkosi Dlodlo (* 22. April 1999) ist ein südafrikanischer Sprinter.

## Sportliche Laufbahn
Erste Erfahrungen bei internationalen Meisterschaften sammelte Thando Dlodlo 2018 bei den U20-Weltmeisterschaften in Tampere, bei denen er im 100-Meter-Lauf mit 10,70 s in der ersten Runde ausschied. Im Jahr darauf nahm er erstmals an den Afrikaspielen in Rabat teil und belegte dort in 10,33 s den achten Platz über 100 Meter und gewann mit der südafrikanischen 4-mal-100-Meter-Staffel in 38,80 s die Bronzemedaille hinter den Teams aus Ghana und Nigeria. Anschließend schied er bei den Weltmeisterschaften in Doha mit 10,25 s im Vorlauf aus und erreichte mit der Staffel das Finale, in dem er mit 37,73 s auf den fünften Rang gelangte. Bei den World Athletics Relays 2021 im polnischen Chorzów siegte er in 38,71 s in der 4-mal-100-Meter-Staffel.

## Persönliche Bestzeiten
- 100 Meter: 10,08 s (+0,9 m/s), 6. Juli 2019 in Triest
- 200 Meter: 20,41 s (+1,8 m/s), 17. März 2018 in Pretoria